# Olympische Winterspiele 1998/Eishockey (Herren)

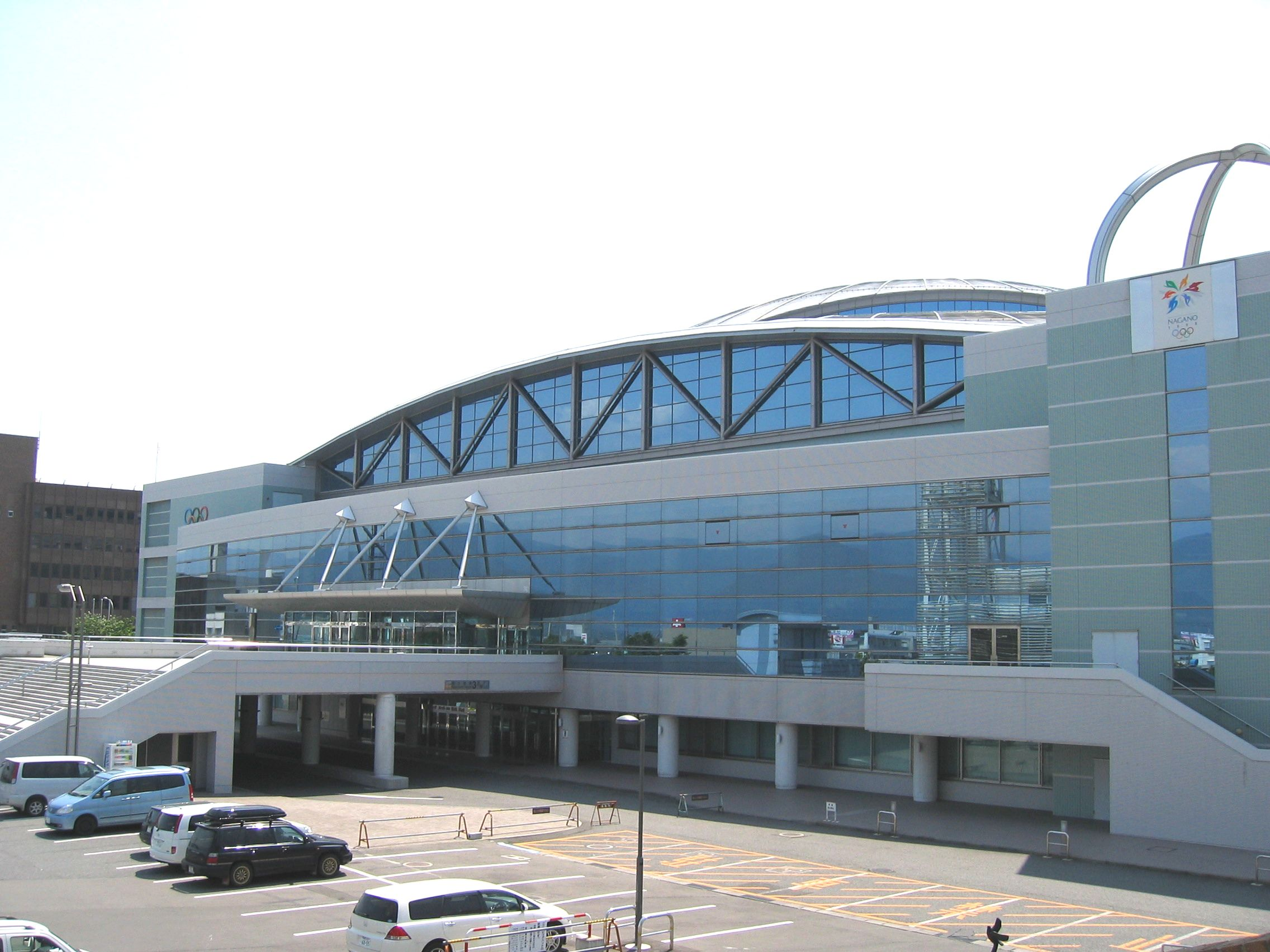
Veranstaltungsstätte Big Hat

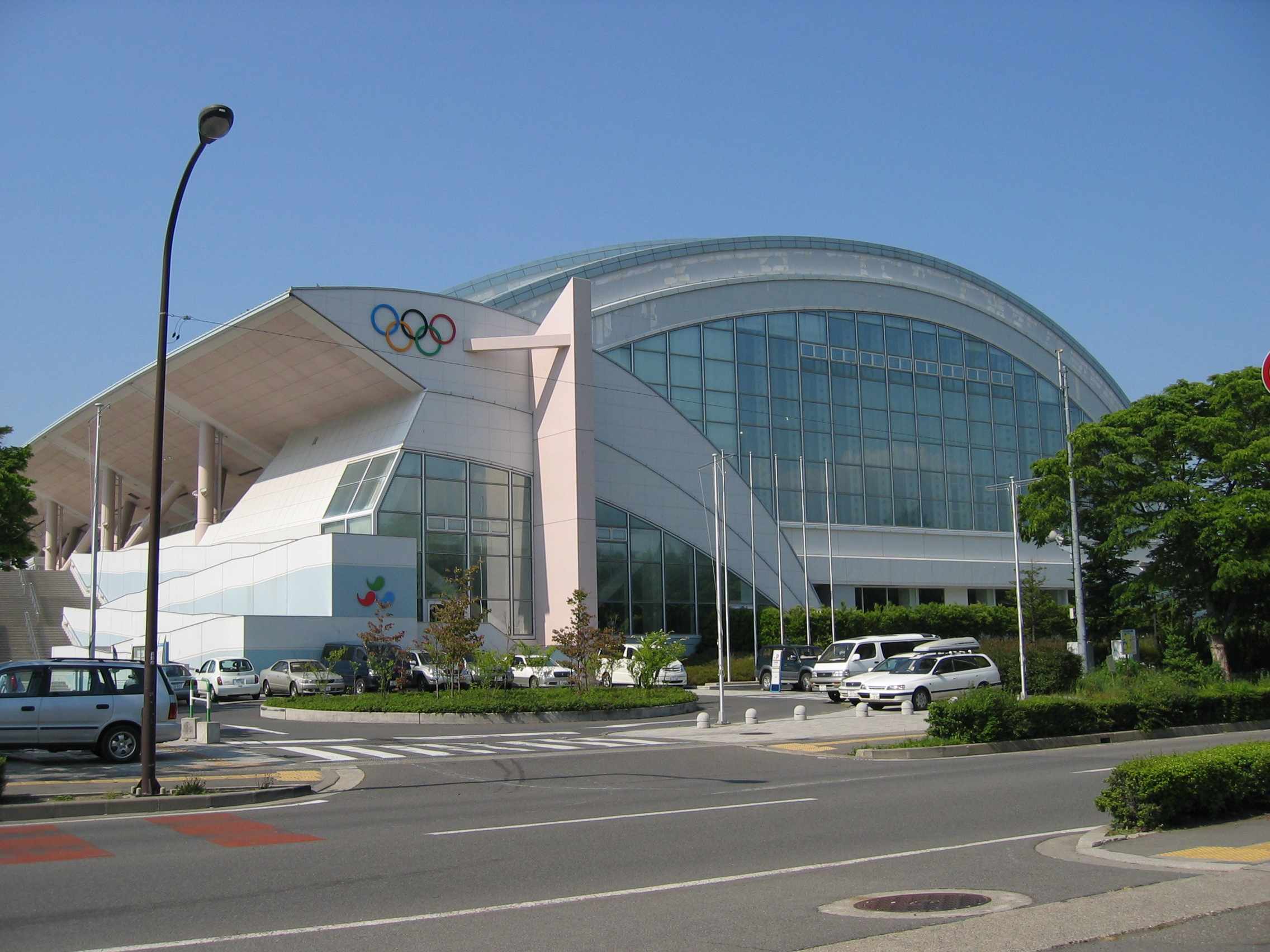
Veranstaltungsstätte Aqua Wing

Bei den Olympischen Winterspielen 1998 in Nagano (Japan) fand erstmals neben dem Eishockeyturnier der Herren auch ein Turnier der Frauen statt. Für das Herrenturnier konnte durch Verhandlungen zwischen IOC und Internationaler Eishockey-Föderation (IIHF) mit der nordamerikanischen Profiliga NHL erreicht werden, dass die NHL erstmals für die Zeit der Winterspiele eine Pause einlegte. Im Gegenzug wurden die großen sechs Eishockeynationen für die Finalrunde gesetzt und mussten erst eine Woche später in das Geschehen eingreifen.
Die Spiele der olympischen Eishockeyturniere fanden in zwei, anlässlich der Spiele neu erbauten, Eisstadien in Nagano statt: in Wakasato im Big Hat genannten Eishockeystadion A (eine Halle für 10.104 Zuschauer) und im Nagano Sports Park, Higashi-Wada im Eishockeystadion B Aqua Wing mit 6.078 Plätzen. Das Herrenturnier wurde vom 7. bis 22. Februar ausgetragen.

## Qualifikation
Für das Turnier qualifizierten sich die ersten acht der Eishockey-Weltmeisterschaft 1995 direkt. Dazu kam Japan als Gastgeber sowie fünf Mannschaften über die Qualifikation.
Die Qualifikation wurde in drei Runden ausgetragen. Zuerst wurden in einer Ausscheidung zwei Qualifikanten ermittelt. Die nächste Runde wurde in vier regionalen Gruppen gespielt. Die Sieger der regionale Gruppen qualifizierten sich für die abschließende Qualifikation, dazu kamen die Mannschaften der Plätze 9 bis 11 der Weltmeisterschaft 1995 (Deutschland, Norwegen, Österreich) und der B-Weltmeister 1995 (Slowakei). Diese wurde in zwei Gruppen ausgetragen, wobei sich die beiden Gruppensieger und die beiden Gruppenzweiten für Olympia qualifizierten. Die beiden Drittplatzierten spielten schlussendlich gegeneinander den fünften Olympiateilnehmer aus.
Direkt qualifizierten sich:
- Finnland
- Russland
- Schweden
- Kanada
- Tschechien
- USA
- Italien
- Frankreich

Als Gastgeber:
- Japan

Über die Qualifikation:
- Deutschland
- Belarus
- Slowakei
- Kasachstan
- Österreich

## Olympisches Eishockeyturnier
Beim Herren-Olympiaturnier spielten zunächst in der Vorrunde acht Teams (der Siebt- und Achtplatzierte der Vorjahres-WM, der Gastgeber, sowie die fünf Qualifikanten) in zwei Gruppen, wobei sich die beiden Gruppensieger für die Zwischenrunde mit den sechs gesetzten Teams (die sechs besten Teams der WM 1995) Finnland, Schweden, Kanada, Tschechien, Russland und USA qualifizierten. Die übrigen Teams der Vorrunde bestritten Platzierungsspiele. Die Zwischenrunde wurde ebenfalls in zwei Vierergruppen ausgetragen. Nach ihrem Abschluss schied keine Mannschaft aus. Die Platzierungen hier waren ausschlaggebend für die Ansetzungen des Viertelfinales sowie für die Abschlussplatzierung, sofern die Mannschaften im Viertelfinale ausschieden.
Teilnahmeberechtigt beim Herrenturnier waren 14 Mannschaften mit jeweils 20 Feldspielern und drei Torhüter. Dafür qualifizierten sich die acht besten Teams der Weltmeisterschaft 1995 in Schweden direkt (Finnland, Schweden, Kanada, Tschechien, Russland, USA, Frankreich, Italien). Der Gastgeber Japan wurde gesetzt. Die weiteren fünf Plätze gingen an die oben genannten fünf Qualifikanten.
Es wurden insgesamt 35 Partien ausgetragen, die von offiziell 369.718 Zuschauern besucht wurden.

### Vorrunde

#### Gruppe A
| 7. Februar 1998  | Nagano | Frankreich  | – | Belarus     | 0:4 (0:1,0:1,0:2) |
| 7. Februar 1998  | Nagano | Japan       | – | Deutschland | 1:3 (0:0,0:1,1:2) |
| 9. Februar 1998  | Nagano | Japan       | – | Frankreich  | 2:5 (2:1,0:1,0:3) |
| 9. Februar 1998  | Nagano | Deutschland | – | Belarus     | 2:8 (0:2,2:3,0:3) |
| 10. Februar 1998 | Nagano | Deutschland | – | Frankreich  | 2:0 (0:0,1:0,1:0) |
| 10. Februar 1998 | Nagano | Japan       | – | Belarus     | 2:2 (1:1,1:1,0:0) |

Abschlusstabelle
| Pl | Mannschaft  | Sp | S | U | N | Tore  | Diff | Pkt. |
| -- | ----------- | -- | - | - | - | ----- | ---- | ---- |
| 1  | Belarus     | 3  | 2 | 1 | 0 | 14:04 | +10  | 5:1  |
| 2  | Deutschland | 3  | 2 | 0 | 1 | 07:09 | −02  | 4:2  |
| 3  | Frankreich  | 3  | 1 | 0 | 2 | 05:08 | −03  | 2:4  |
| 4  | Japan       | 3  | 0 | 1 | 2 | 05:10 | −05  | 1:5  |

#### Gruppe B
| 7. Februar 1998  | Nagano | Kasachstan | – | Italien    | 5:3 (1:3,1:0,3:0) |
| 7. Februar 1998  | Nagano | Slowakei   | – | Österreich | 2:2 (0:1,2:1,0:0) |
| 8. Februar 1998  | Nagano | Slowakei   | – | Italien    | 4:3 (1:2,3:1,0:0) |
| 8. Februar 1998  | Nagano | Kasachstan | – | Österreich | 5:5 (2:2,1:2,2:1) |
| 10. Februar 1998 | Nagano | Österreich | – | Italien    | 2:5 (0:2,0:2,2:1) |
| 10. Februar 1998 | Nagano | Kasachstan | – | Slowakei   | 4:3 (1:1,0:1,3:1) |

Abschlusstabelle
| Pl | Mannschaft | Sp | S | U | N | Tore  | Diff | Pkt. |
| -- | ---------- | -- | - | - | - | ----- | ---- | ---- |
| 1  | Kasachstan | 3  | 2 | 1 | 0 | 14:11 | +3   | 5:1  |
| 2  | Slowakei   | 3  | 1 | 1 | 1 | 09:09 | ±0   | 3:3  |
| 3  | Italien    | 3  | 1 | 0 | 2 | 11:11 | ±0   | 2:4  |
| 4  | Österreich | 3  | 0 | 2 | 1 | 09:12 | −3   | 2:4  |

### Platzierungsspiele um die Plätze 9–14
| Spiel um Platz 13 |        |             |   |            |                                 |
| 11. Februar 1998  | Nagano | Japan       | – | Österreich | 4:3 n. P. (1:2,1:0,1:1,0:0,1:0) |
| Spiel um Platz 11 |        |             |   |            |                                 |
| 11. Februar 1998  | Nagano | Frankreich  | – | Italien    | 5:1 (1:0,0:0,4:1)               |
| Spiel um Platz 9  |        |             |   |            |                                 |
| 11. Februar 1998  | Nagano | Deutschland | – | Slowakei   | 4:2 (0:1,1:1,3:0)               |

### Zwischenrunde

#### Gruppe A
| 13. Februar 1998 | Nagano | Tschechien | – | Finnland   | 3:0 (0:0,1:0,2:0) |
| 13. Februar 1998 | Nagano | Russland   | – | Kasachstan | 9:2 (2:1,5:0,2:1) |
| 15. Februar 1998 | Nagano | Tschechien | – | Kasachstan | 8:2 (1:0,3:2,4:0) |
| 15. Februar 1998 | Nagano | Russland   | – | Finnland   | 4:3 (1:2,2:1,1:0) |
| 16. Februar 1998 | Nagano | Finnland   | – | Kasachstan | 8:2 (3:1,1:0,4:1) |
| 16. Februar 1998 | Nagano | Russland   | – | Tschechien | 2:1 (0:0,0:1,2:0) |

Abschlusstabelle
| Pl | Mannschaft | Sp | S | U | N | Tore  | Diff | Pkt. |
| -- | ---------- | -- | - | - | - | ----- | ---- | ---- |
| 1  | Russland   | 3  | 3 | 0 | 0 | 15:06 | +09  | 6:0  |
| 2  | Tschechien | 3  | 2 | 0 | 1 | 12:04 | +08  | 4:2  |
| 3  | Finnland   | 3  | 1 | 0 | 2 | 11:09 | +02  | 2:4  |
| 4  | Kasachstan | 3  | 0 | 0 | 3 | 06:25 | −19  | 0:6  |

#### Gruppe B
| 13. Februar 1998 | Nagano | Schweden | – | USA      | 4:2 (1:2,2:0,1:0) |
| 13. Februar 1998 | Nagano | Kanada   | – | Belarus  | 5:0 (2:0,2:0,1:0) |
| 14. Februar 1998 | Nagano | USA      | – | Belarus  | 5:2 (2:1,1:0,2:1) |
| 14. Februar 1998 | Nagano | Kanada   | – | Schweden | 3:2 (0:1,3:0,0:1) |
| 16. Februar 1998 | Nagano | Schweden | – | Belarus  | 5:2 (2:0,1:1,2:1) |
| 16. Februar 1998 | Nagano | Kanada   | – | USA      | 4:1 (1:0,2:0,1:1) |

Abschlusstabelle
| Pl | Mannschaft         | Sp | S | U | N | Tore  | Diff | Pkt. |
| -- | ------------------ | -- | - | - | - | ----- | ---- | ---- |
| 1  | Kanada             | 3  | 3 | 0 | 0 | 12:03 | +09  | 6:0  |
| 2  | Schweden           | 3  | 2 | 0 | 1 | 11:07 | +04  | 4:2  |
| 3  | Vereinigte Staaten | 3  | 1 | 0 | 2 | 07:10 | −02  | 2:4  |
| 4  | Belarus            | 3  | 0 | 0 | 3 | 04:15 | −11  | 0:6  |

### Play-offs
| Viertelfinale               |        |            |   |            |                                     |
| 18. Februar 1998            | Nagano | Russland   | – | Belarus    | 4:1 (1:0, 1:0, 2:1)                 |
| 18. Februar 1998            | Nagano | Kanada     | – | Kasachstan | 4:1 (2:1, 2:0, 0:0)                 |
| 18. Februar 1998            | Nagano | Tschechien | – | USA        | 4:1 (0:1, 3:0, 1:0)                 |
| 18. Februar 1998            | Nagano | Schweden   | – | Finnland   | 1:2 (0:0, 0:0, 1:2)                 |
| Halbfinale                  |        |            |   |            |                                     |
| 20. Februar 1998            | Nagano | Tschechien | – | Kanada     | 2:1 n. P. (0:0, 0:0, 1:1, 0:0, 1:0) |
| 20. Februar 1998            | Nagano | Russland   | – | Finnland   | 7:4 (2:0, 2:3, 3:1)                 |
| Spiel um die Bronzemedaille |        |            |   |            |                                     |
| 21. Februar 1998            | Nagano | Finnland   | – | Kanada     | 3:2 (2:1, 0:1, 1:0)                 |
| Finale                      |        |            |   |            |                                     |
| 21. Februar 1998            | Nagano | Tschechien | – | Russland   | 1:0 (0:0, 0:0, 1:0)                 |

## Abschlussplatzierung und Kader der Mannschaften
| Platzierung    | Mannschaft  | Spieler |
| -------------- | ----------- | --- |

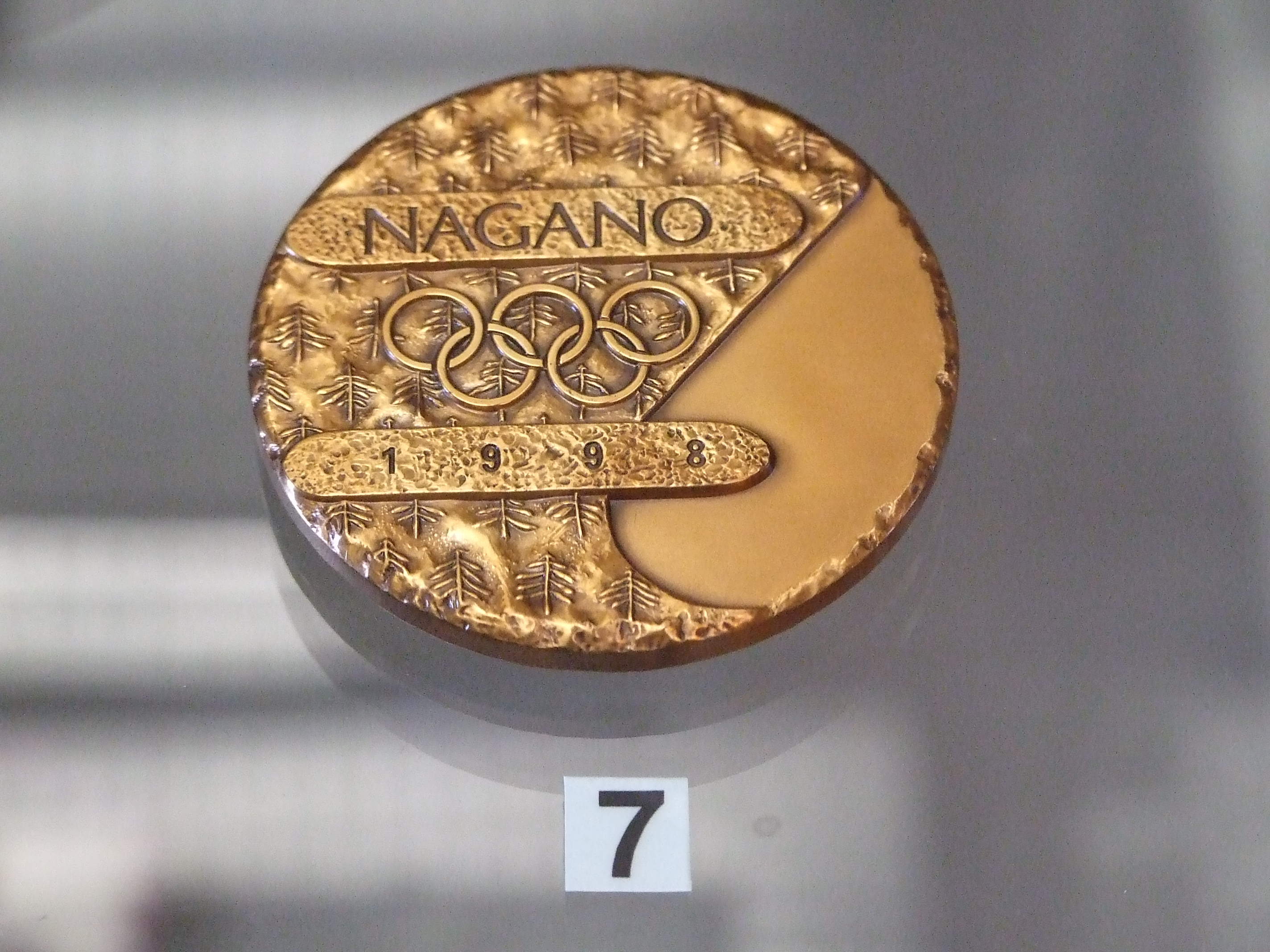
Goldmedaille der Tschechischen Nationalmannschaft

| Goldmedaille   | Tschechien  | Tor: Dominik Hašek (o.E.: Milan Hnilička, Roman Čechmánek) Verteidigung: Jiří Šlégr, František Kučera, Roman Hamrlík, Richard Šmehlík, Jaroslav Špaček, Petr Svoboda, Libor Procházka Sturm: Jiří Dopita, Martin Ručínský Jaromír Jágr, Martin Straka, Robert Reichel, Robert Lang, Pavel Patera, Martin Procházka, Josef Beránek, Vladimír Růžička, David Moravec, Milan Hejduk, Jan Čaloun Trainer: Ivan Hlinka |
| Silbermedaille | Russland    | Tor: Michail Schtalenkow, Andrei Trefilow (o.E.: Oleg Schewzow) Verteidigung: Darius Kasparaitis, Alexei Schitnik, Igor Krawtschuk, Boris Mironow, Dmitri Mironow, Dmitri Juschkewitsch, Sergei Gontschar, Alexei Gussarow Sturm: Pawel Bure, Sergei Fjodorow, Alexei Jaschin, Alexei Schamnow, Waleri Selepukin, Andrei Kowalenko, German Titow, Waleri Kamenski, Waleri Bure, Alexei Morosow, Sergei Nemtschinow, Sergei Kriwokrassow Trainer: Wladimir Jursinow                                                     |
| Bronzemedaille | Finnland    | Tor: Ari Sulander, Jarmo Myllys (o.E.: Jukka Tammi), Verteidigung: Janne Laukkanen, Teppo Numminen, Janne Niinimaa, Jyrki Lumme, Aki-Petteri Berg, Kimmo Timonen, Tuomas Grönman Sturm: Saku Koivu, Jere Lehtinen, Jari Kurri, Teemu Selänne, Raimo Helminen, Esa Tikkanen, Juha Ylönen, Ville Peltonen, Sami Kapanen, Juha Lind, Kimmo Rintanen, Mika Nieminen, Antti Törmänen Trainer: Hannu Aravirta |
| 4              | Kanada      | Tor: Patrick Roy (o.E.: Martin Brodeur, Curtis Joseph) Verteidigung: Ray Bourque, Rob Blake, Chris Pronger, Al MacInnis, Scott Stevens, Adam Foote, Éric Desjardins Sturm: Keith Primeau, Eric Lindros, Theo Fleury, Joe Nieuwendyk, Wayne Gretzky, Steve Yzerman, Shayne Corson, Brendan Shanahan, Joe Sakic, Mark Recchi, Trevor Linden, Rod Brind’Amour, Rob Zamuner Trainer: Marc Crawford |
| 5              | Schweden    | Tor: Tommy Salo (o.E. Johan Hedberg, Tommy Söderström) Verteidigung: Mattias Norström, Nicklas Lidström, Calle Johansson, Mattias Öhlund, Ulf Samuelsson, Marcus Ragnarsson, Tommy Albelin Sturm: Niklas Sundström, Daniel Alfredsson, Mikael Andersson, Peter Forsberg, Mats Sundin, Mikael Renberg, Ulf Dahlén, Patric Kjellberg, Mats Lindgren, Michael Nylander, Tomas Sandström, Jörgen Jönsson, Andreas Johansson Trainer: Kent Forsberg                                                                         |
| 6              | USA         | Tor: John Vanbiesbrouck, Mike Richter (o.E. Guy Hebert) Verteidigung: Chris Chelios, Brian Leetch, Gary Suter, Derian Hatcher, Kevin Hatcher, Mathieu Schneider, Keith Carney, Bryan Berard Sturm: Mike Modano, Bill Guerin, Brett Hull, Pat LaFontaine, Jeremy Roenick, John LeClair, Keith Tkachuk, Doug Weight, Jamie Langenbrunner, Adam Deadmarsh, Tony Amonte, Joel Otto Trainer: Ron Wilson |
| 7              | Belarus     | Tor: Aljaksandr Schumidub, Andrej Mesin (o.E. Leanid Hryschukewitsch) Verteidigung: Aleh Chmyl, Aleh Ramanau, Ihar Matuschkin, Sjarhej Jarkowitsch, Aljaksandr Aljaksejeu, Ruslan Salej, Aljaksandr Schuryk, Sjarhej Stas Sturm: Aljaksej Loschkin, Aljaksandr Andryjeuski, Wiktar Karatschun, Wadsim Bekbulatau, Andrej Kawaljou, Wassil Pankou, Andrej Skabelka, Aljaksej Kaljuschny, Jauhen Roschtschyn, Uladsimir Zyplakou, Aljaksandr Haltschenjuk, Eduard Sankawez, Aleh Antonenka Trainer: Anatol Warywontschyk |
| 8              | Kasachstan  | Tor: Witali Jeremejew, Alexander Schimin Verteidigung: Wladimir Antipin, Wadim Glowazki, Igor Nikitin, Andrei Sawenkow, Igor Semljanoi, Andrei Sokolow, Witali Tregubow, Alexei Troschtschinski Sturm: Michail Borodulin, Pjotr Dewjatkin, Igor Dorochin, Dmitri Dudarew, Pawel Kamenzew, Oleg Krjaschew, Alexander Koreschkow, Jewgeni Koreschkow, Andrei Ptscheljakow, Jerlan Saghymbajew, Wladimir Sawjalow, Konstantin Schafranow Trainer: Boris Alexandrow                                                        |
| 9              | Deutschland | Tor: Olaf Kölzig, Joseph Heiß, Klaus Merk Verteidigung: Mirko Lüdemann, Rick Goldmann, Uwe Krupp, Markus Wieland, Daniel Kunce, Brad Bergen, Jochen Molling, Lars Brüggemann Sturm: Peter Draisaitl, Jan Benda, Mark MacKay, Reemt Pyka, Jochen Hecht, Benoît Doucet, Stefan Ustorf, Thomas Brandl, Andreas Lupzig, Dieter Hegen, Jürgen Rumrich, Marco Sturm Trainer: George Kingston |
| 10             | Slowakei    | Tor: Igor Murín (o.E. Pavol Rybár, Miroslav Šimonovič) Verteidigung: Ľubomír Sekeráš, Stanislav Jasečko, Ivan Droppa, Ján Varholík, Ľubomír Višňovský, Róbert Švehla, Miroslav Mosnár Sturm: Vlastimil Plavucha, Róbert Petrovický, Jozef Daňo, Roman Kontšek, Branislav Jánoš, Zdeno Cíger, Karol Rusznyák, Roman Stantien, Ján Pardavý, Ľubomír Kolník, Peter Bondra, Oto Haščák, Peter Pucher Trainer: Ján Šterbák                                                                                                  |
| 11             | Frankreich  | Tor: François Gravel, Cristobal Huet (o.E. Fabrice Lhenry) Verteidigung: Serge Poudrier, Denis Perez, Jean-Philippe Lemoine, Serge Djelloul, Karl Dewolf, Jean-Christophe Filippin, Grégory Dubois Sturm: Philippe Bozon, Christian Pouget, Stéphane Barin, Robert Ouellet, Jonathan Zwikel, Anthony Mortas, Arnaud Briand, Richard Aimonetto, Pierre Allard, Maurice Rozenthal, François Rozenthal, Laurent Gras, Roger Dubé Trainer: Jim Tibbets                                                                     |
| 12             | Italien     | Tor: Mike Rosati, Mario Brunetta (o.E. David Delfino) Verteidigung: Chad Biafore, Larry Rucchin, Christopher Bartolone, Bob Nardella, Michael De Angelis, Leo Insam, Robert Oberrauch, Markus Brunner Sturm: Stefano Figliuzzi, Gaetano Orlando, Bruno Zarrillo, Dino Felicetti, Roland Ramoser, Lucio Topatigh, Maurizio Mansi, Giuseppe Busillo, Martin Pavlu, Mario Chitaroni, Patrick Brugnoli, Stefano Margoni Trainer: Adolf Insam                                                                               |
| 13             | Japan       | Tor: Dusty Imoo, Shichi Iwasaki (o.E. Jirō Nihei) Verteidigung: Takeshi Yamanaka, Takayuki Kobori, Hiroyuki Miura, Tatsuki Katayama, Yutaka Kawaguchi, Takayuki Miura, Atsuo Kudō Sturm: Shin Yahata, Fujita Kiyoshi, Matthew Kabayama, Akihito Sugisawa, Ryan Kuwabara, Kunihiko Sakurai, Toshiyuki Sakai, Tsutsumi Ōtomo, Yūji Iga, Chris Yule, Steven Tsujiura, Hiroshi Matsuura, Makoto Kawahira Trainer: Björn Kinding                                                                                            |
| 14             | Österreich  | Tor: Claus Dalpiaz, Reinhard Divis (o.E. Michael Puschacher) Verteidigung: Dominic Lavoie, Tom Searle, Herbert Hohenberger, Martin Ulrich, Gerhard Unterluggauer, Engelbert Linder, Michael Lampert Sturm: Andreas Pušnik, Mario Schaden, Simon Wheeldon, Christian Perthaler, Wolfgang Kromp, Dieter Kalt, Gerald Ressmann, Rick Nasheim, Gerhard Puschnik, Christoph Brandner, Patrick Pilloni, Martin Hohenberger, Normand Krumpschmid Trainer: Ron Kennedy                                                         |

Anm.: o. E.: Ersatztorhüter ohne Einsätze